# Harpfetsham (Palling)

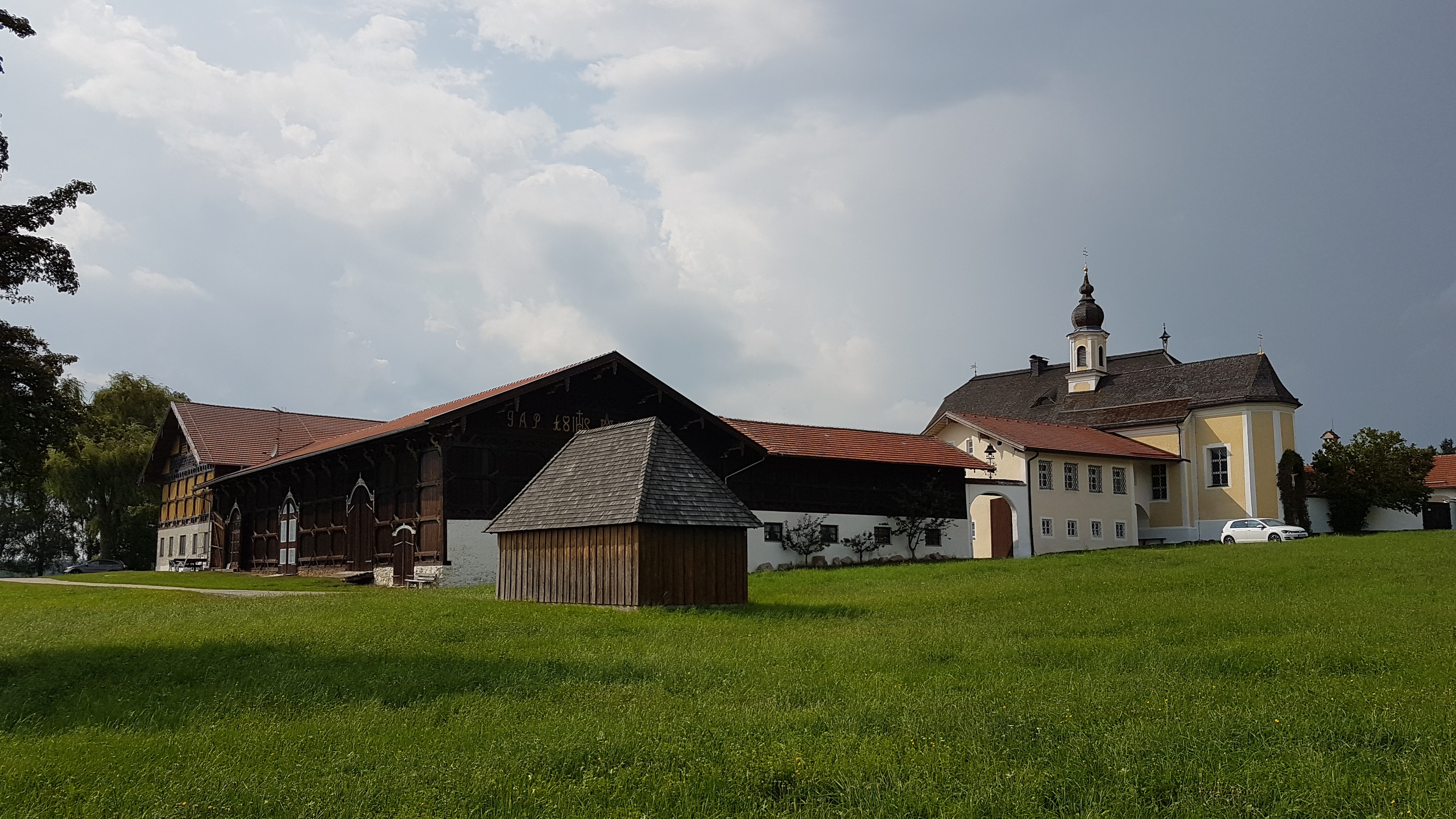
Gesamtansicht des ehem. Ökonomie-Pfarrhofs Harpfetsham

Das kleine Kirchdorf Harpfetsham ist ein Gemeindeteil von Palling im Landkreis Traunstein. Der Ort besteht aus dem ehemaligen großen herrschaftlichen Ökonomie-Pfarrhof und weitere Höfe und Wohnbauten. Im Jahr 1987 hatte Harpfetsham 69 Einwohner.

## Geschichte
Bis um 1200 war der hier befindliche Pallinger Pfarrhof der Sitz der als Salzburger Hochstiftsministerialen tätigen Herren von Harpfetsham (Harpoltesheim und ähnliche Namensnennungen). Nach dem Erlöschen des Ortsadels wurde der Sitz mit umfangreicher Landwirtschaft den Pfarrern von Palling zugewiesen. 1245 ist erstmals die Pfarrhofkapelle (jetzige Nebenkirche) und 1278 ein Pfarrer erstmals auf Harpfetsham urkundlich nachgewiesen. Bis ins 19. Jahrhundert entstand ein gewaltiger Pfarrhofkomplex, der bis 1941 in dieser Funktion war. 
Nach Besitzerwechseln dient der Bau nun als Klostergut bzw. als Bildungs- und Erholungshaus der Franziskanerinnen von Schönbrunn.

## Die Streusiedlung Harpfetsham
Unter der Adresse Harpfetsham sind bis zu 1,3 km rund um das Kloster Harpfetsham, mehrere Einzelhöfe und Siedlungen zu erreichen.
- Oberharpfetsham, Haus-Nr. 1–4
- beim Filzer, Haus-Nr. 5
- beim Weiherer, Haus-Nr. 6
- Unterharpfetsham, Nr. 8 und 8a, 9–13, 18
- die Mooshäuser, Nr. 14, 14a, 15
- beim Muxeneder, Haus-Nr. 16
- beim Feldgneissl, Haus-Nr. 17

## Sehenswürdigkeiten

### Ökonomie-Pfarrhof/Klostergut

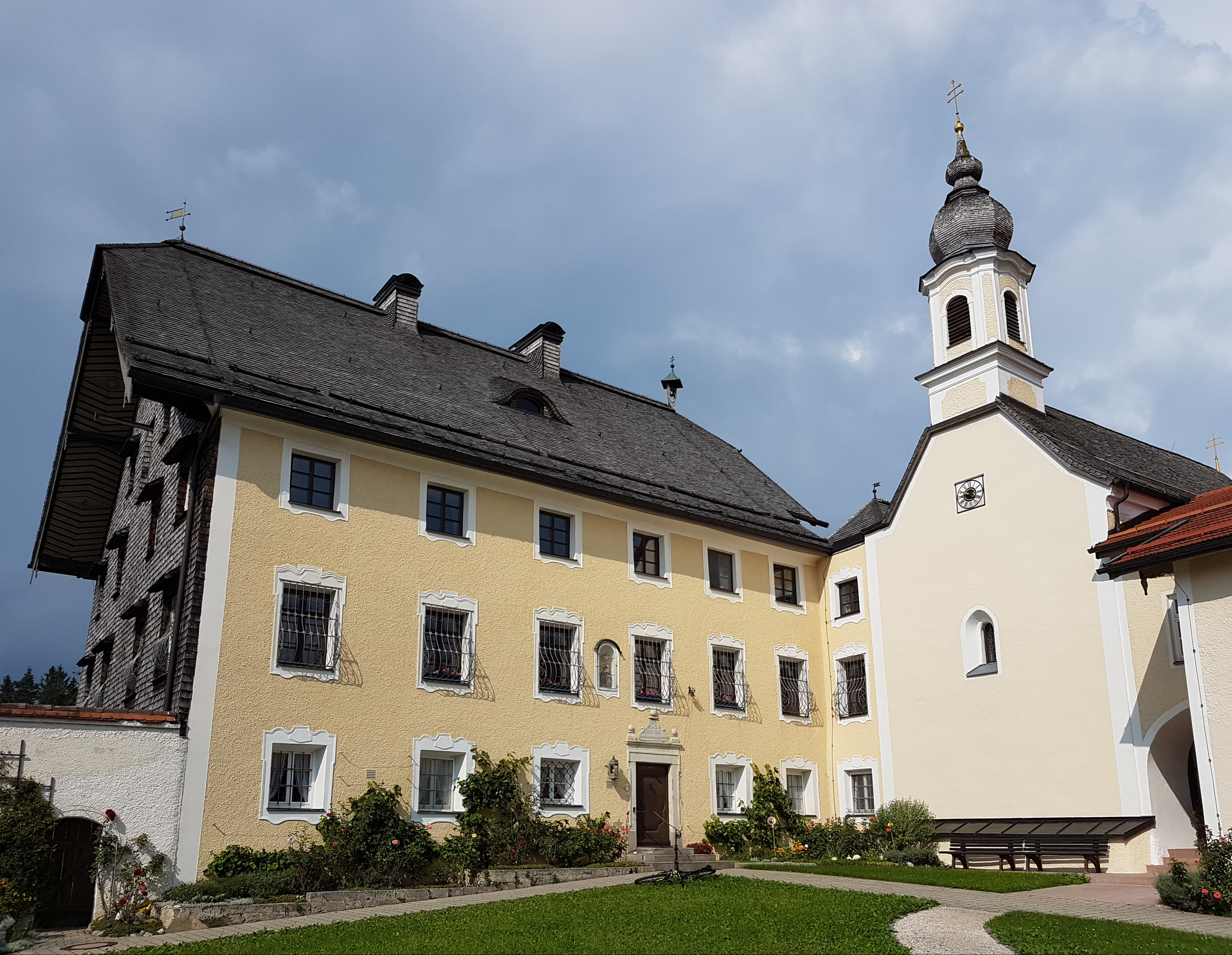
Hauptgebäude mit heutiger Nebenkirche St. Jakobus

Geschlossene Anlage um einen langen Rechteckhof, das ehemalige Pfarrhaus (1732, im Kern spätmittelalterlich) ist ein dreigeschossiger barocker Putzbau mit Schopfwalmdach. Diesem über Eck gestellte große Pfarrhofkapelle mit Dachreiter, daran ist das zweigeschossige Kooperatorstöckl (1751) angebaut. Das jetzige Klostergut komplettieren 4 unterschiedlich proportionierte und aneinandergebaute Ökonomiebauten.

### Pfarrhofkapelle St. Jakobus
Die Kapelle St. Jakobus ist ein spätgotischer Saalbau von 1476 und erfuhr eine spätbarocke Umgestaltung um 1700. Die Kirche besitzt ein dreijochiges Langhaus und einen einjochigen eingezogenen Chor. Auf dem Westgiebel sitzt ein Dachreiter mit Zwiebelhaube.
An Ausstattung besitzt die Kirche einen hochbarocken Hochaltar von 1684, ein Renaissance-Wandfresko (Auferstehung Christi) im Langhaus von 1582, einen neubarocken rechten Tabernakel-Seitenaltar und am Langhausgewölbe ein Maria Himmelskönigin-Fresko.